# KV42
Situé dans la vallée des Rois, dans la nécropole thébaine sur la rive ouest du Nil face à Louxor en Égypte, KV 42 est le tombeau préparé par Thoutmôsis III pour sa femme, la reine Mérytrê-Hatchepsout. Elle n'y aurait pourtant jamais été inhumée, puisqu'il semblerait qu'elle ait utilisé la tombe KV35[réf. nécessaire], celle de son fils Amenhotep II.
Le tombeau KV42 fut peut-être réutilisé par Sennefer, le maire de Thèbes, et sa femme[réf. nécessaire], bien que ce dernier ait sa propre tombe, la TT96 dans la vallée des Nobles.

## Exploration
- 1899 : Victor Loret, découverte
- 1900 : Boutros Andraos, fouille
- 1900 : Howard Carter, fouille
- 1900 : C. Macarios, fouille
- 1921 : Howard Carter, fouille (découverte d'objets)
- 1999 : Conseil suprême des Antiquités égyptiennes, conservation